# セシル・ウェルド＝フォレスター (初代フォレスター男爵)
初代フォレスター男爵セシル・ウェルド＝フォレスター（英語: Cecil Weld-Forester, 1st Baron Forester、出生名セシル・フォレスター（Cecil Forester）、1767年4月7日洗礼 – 1828年5月23日）は、イギリスの政治家、貴族。1790年から1820年まで庶民院議員を務め、1821年戴冠式記念叙勲で男爵に叙された。叙爵にあたり、政敵の先祖の称号であるウェンロック男爵を申請したが、政敵の妨害に遭って失敗した。

## 生涯
庶民院議員セシル・フォレスター（1721年? – 1774年8月22日、ウィリアム・フォレスターの次男）と妻アン（Anne、旧姓タウンゼンド（Townshend）、1825年5月24日没、ロバート・タウンゼンドの娘）の長男として生まれ、1767年4月7日にシュルーズベリーのセント・チャド教会で洗礼を受けた。1774年に父が死去すると、その遺産を継承した。1779年よりウェストミンスター・スクールで教育を受けた後、1785年10月24日にオックスフォード大学クライスト・チャーチに入学した。
1790年イギリス総選挙で伯父ブルックの息子にあたるジョージ・フォレスター（ウェンロック選挙区選出庶民院議員）が引退を発表すると、セシル・フォレスターはその後任となるべく出馬、当選を果たした。ウェンロックではフォレスター家の勢力が最も強く、ブリッジマン準男爵家が2番目に強い勢力であり、2議席目はブリッジマン家の当主第5代準男爵サー・ヘンリー・ブリッジマンが選出された。1794年にブリッジマンがブラッドフォード男爵に叙されると、その息子ジョン・シンプソンが後任の議員に当選した。ウェンロックでは第6代準男爵サー・ロバート・ローリーや第5代準男爵サー・ワトキン・ウィリアムズ＝ウィンも一定の影響力があったが、フォレスター家とブリッジマン家が長らく手を組んできたため、二家による議席独占が続いた。二家は1795年にウィリアムズ＝ウィンの代表である弁護士リチャード・コリンズ（Richard Collins）にウェンロックの地方官職を与えて懐柔に成功、1809年には「選挙でサー・ワトキン・ウィンを代表してフォレスター家に敵対することは絶対にない」（never go against the Forester family on behalf of Sir Watkin Wynn at elections）との言質を勝ち取った。こうして、セシル・フォレスターは1796年、1802年、1806年、1807年、1812年、1818年の総選挙で再選を重ねた。
議会でははじめホイッグ党の一員として行動、1793年5月4日にはブリッジマンの支持を受けてブルックス（ホイッグ党のクラブ）に加入した。第1次小ピット内閣期（1783年 – 1801年）ではポートランド公爵派の一員として政府を支持、アディントン内閣期（1801年 – 1804年）では1回を除いて採決で政府を支持、第2次小ピット内閣期（1804年 – 1806年）でも政府を支持したとされたが、採決で投票しなかった記録も多かった。第2次ポートランド公爵内閣期（1807年 – 1809年）以降は採決記録で政府の支持者として名前が現れることが多くなった。個別の政策ではカトリック解放に反対（1813年3月、1813年5月、1817年5月）、1817年6月に人身保護法停止に賛成票を投じた。議会で演説した記録はなかった。
1800年1月9日、ウェンロック志願兵連隊の大尉に任命された。1803年10月20日、少佐に昇進した。1804年に中佐に昇進、同時に連隊の指揮官に任命された。
1811年7月13日にジョージ・フォレスターが死去すると、シュロップシャーにおけるウィリー・パーク（Willey Park）の地所を継承した。ジョージの遺言状に基づき、同年8月15日に国王の認可状を受けて、ジョージの母の旧姓である「ウェルド」（Weld）を姓に加えた。ウィリアムズ＝ウィンの妻によれば、ウェルド＝フォレスターは遺産を継承し、1819年には領地の状況改善にとりかかったが、その後も買い物における値切りの癖を変えることはなく、ウェルド＝フォレスターの妻も引き続きバギー馬車を乗り回したという。
1820年イギリス総選挙では叙爵を予想して出馬せず（ただし、公表された不出馬の理由は健康の悪化だった）、弟フランシスを息子の成人までのつなぎとして出馬させた。もう1人の議員であるジョン・シンプソンも引退を表明したため、ウェルド＝フォレスターはウィリアム・ラコン・チャイルドを出馬させた。ウィリアムズ＝ウィンはフランシスの出馬には反対しない意向だったが、チャイルドの出馬には反対、ポール・ベイルビー・ローリーを対立候補として出馬させた。ウィリアムズ＝ウィンは妻の兄にあたるクライヴ子爵エドワード・ハーバートの支持をとりつけて選挙戦に挑んだが、フランシス215票、チャイルド182票、ローリー102票でローリーが落選するという結果となった。
乗馬と猟犬使いの名手として知られ、ウェールズ公ジョージ（後の国王ジョージ4世）の友人でもあった。そのためか、議会ではウェールズ公に不利な議案に反対したこともあった。1821年戴冠式記念叙勲において、1821年7月17日にシュロップシャーにおけるウィリー・パークのフォレスター男爵に叙された。この叙爵にあたり、爵位名にローリー家の先祖がかつて得た称号ウェンロック男爵を申請した。これはローリー準男爵家がウェンロック選挙区でウェルド＝フォレスターと敵対したためであり、第6代準男爵サー・ロバート・ローリーは当然ながら抗議した。ウェルド＝フォレスターは1821年6月に反論を提出、さらに1820年の総選挙で政府の支持者を2人当選させた功績を強調したが、ローリーは紋章院事務所に差し止め願いを提出するという遅滞戦術に切り替え、結局戴冠式記念叙勲までに決着しなかったため爵位名が「フォレスター男爵」になった。その後、ローリーは1831年にウェンロック男爵に叙された。
1828年5月23日に痛風によりロンドンのベルグレイヴ・スクエアで死去、6月4日にシュロップシャーのウィリーで埋葬された。長男ジョン・ジョージ・ウェルドが爵位を継承した。

## 家族
1800年6月16日、キャサリン・メアリー・マナーズ（Katherine Mary Manners、1779年4月29日 – 1829年5月1日、第4代ラトランド公爵チャールズ・マナーズの娘）と結婚、6男5女をもうけた。
- ジョン・ジョージ・ウェルド（1801年8月9日 – 1874年10月10日） - 第2代フォレスター男爵[1]
- アン・エリザベス（1802年9月7日 – 1885年7月27日） - 1830年11月30日、第6代チェスターフィールド伯爵ジョージ・スタンホープ（1866年没）と結婚、子供あり[13]
- エリザベス・キャサリン（1803年11月15日 – 1832年7月22日） - 1822年6月17日、第2代キャリントン男爵ロバート・キャリントン（英語版）（1796年1月16日 – 1868年3月17日没）と結婚[14]
- イザベラ・エリザベス・アナベラ（1858年12月29日没） - 1830年11月30日、ジョージ・アンソン閣下（英語版）（1857年5月27日没）と結婚[4]
- ジョージ・セシル・ウェルド（1807年5月10日 – 1886年2月14日） - 第3代フォレスター男爵[1]
- ヘンリエッタ・マリア（1809年 – 1841年4月22日） - 1833年7月6日、初代ロンズバラ男爵アルバート・デニソン（英語版）（1805年10月21日 – 1860年1月15日）と結婚、子供あり[4][15]
- チャールズ・ロバート・ウェルド（1811年12月28日 – 1852年9月16日） - 陸軍少佐。1848年6月11日、マリア・ジョスリン（Maria Jocelyn、1894年3月17日没、第3代ローデン伯爵ロバート・ジョスリンの娘）と結婚、子供なし[4]
- オーランド・ワトキン・ウェルド（英語版）（1813年4月18日 – 1894年6月22日） - 第4代フォレスター男爵[1]
- エミリアス・ジョン・ウェルド（Emilius John Weld、1815年2月12日 – 1899年1月29日） - 陸軍大佐、生涯未婚[4]
- セリナ・ルイーザ（1819年2月17日 – 1894年11月25日） - 1844年4月10日、第3代ブラッドフォード伯爵オーランド・ブリッジマン（英語版）（1898年没）と結婚、子供あり[16]
- ヘンリー・タウンゼンド（1821年1月4日 – 1897年5月5日） - 陸軍中佐、生涯未婚[4]